# Квалсунський корабель
Квалсунський корабель (норв. Kvalsundskipet), також відомий як Квалсун-2 (норв. Kvalsund II) — веслове судно кінця VIII століття, виявлене у 1920 році в болоті біля села Квалсун на острові Налансея в муніципалітеті Герей, фюльке Мере-ог-Ромсдал поблизу Олесунна, Норвегія. Судно мало близько 18 метрів завдовжки і датується до 780-800 років нашої ери, що є початком Доби вікінгів. Поруч з кораблем Квалсун-2 було виявлено ще один, але менший за розміром, 9,5-метровий човен типу фарінга під назвою Квалсун-1. Оригінальні знахідки та модель експонуються в Морському музеї в Бергені. Повномасштабна реконструкція корабля виставлена в музеї Sunnmøre поблизу Олесунна.

## Знайдення та розкопки
У 1920 році під час копання торфу на фермі Джона Дж. Квалсунда в болоті було знайдено весло. Інформацію про знахідку передали в Бергенський морський музей і археолог Хокон Шетеліг вирушив до Квалсунда, щоб дослідити знахідку. Під час розкопок, які тривали три тижні, корабель було виявлено та задокументовано фотографіями. Знахідки були консервовані карболієм і лляною олією і перевезені в Берген на кораблі.

## Опис

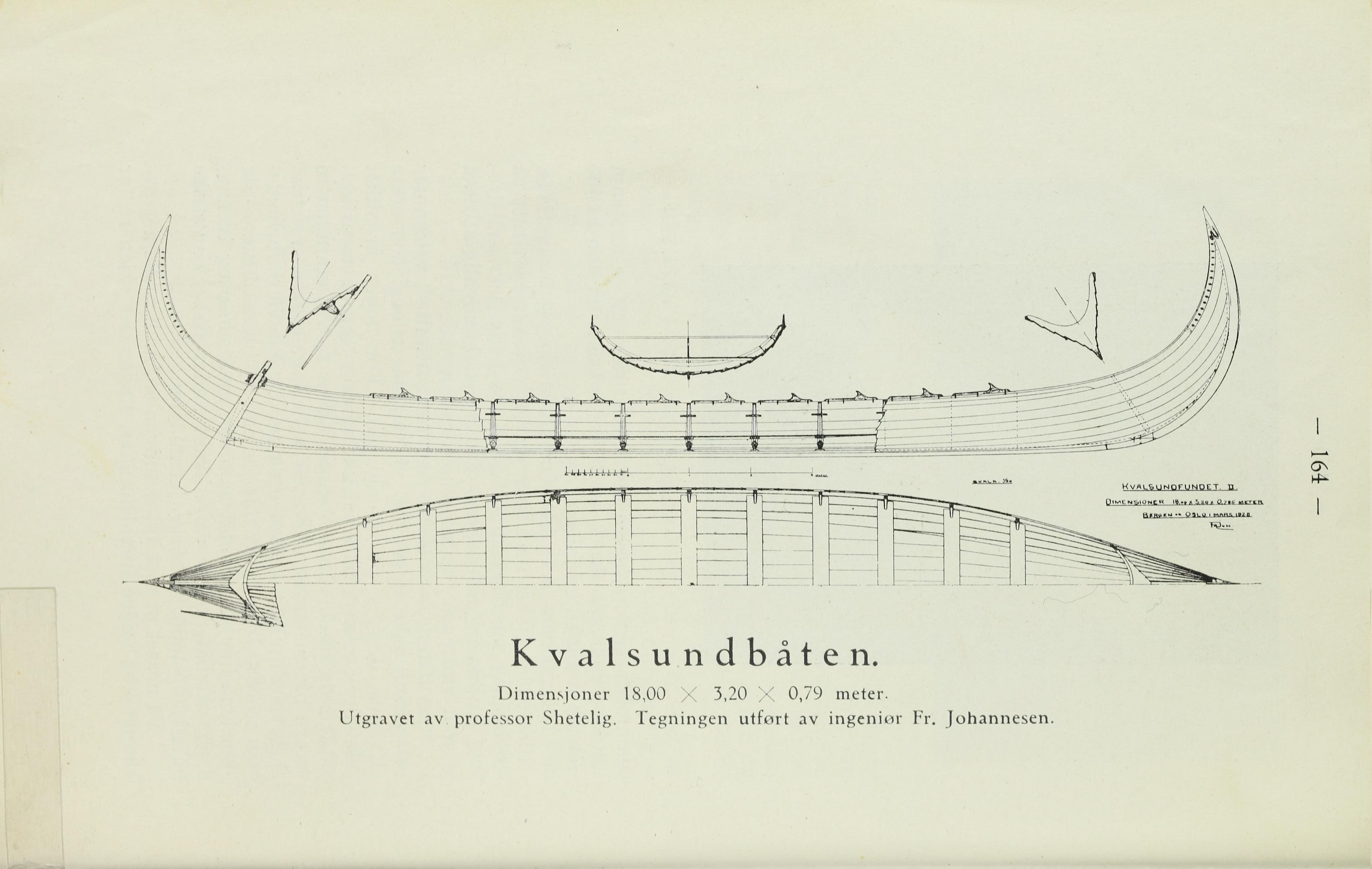
Креслення Квалсунського корабля

Спочатку вважалося, що квалсунський корабель старший і належить до VI-VII століть, але детальний дендрохронологічний аналіз відніс будівництво Квалсунського корабля до 780-800 років нашої ери, що є початком Доби вікінгів.
Квалсунський корабель має більш ранню та менш досконалу конструкцію, ніж також знайдений у Норвегії Усеберзький корабель, який датується початком IX століття. Квалсунський корабель, який належить приблизно на початку епохи вікінгів і, ймовірно, частиною жертви в ставку чи болоті, представляє важливий зв’язок між кораблями пізнішої епохи вікінгів і більш ранніми, довікінгськими суднами (як-от Нидамський човен) і ритуалами. І корабель, і менший гребний човен, знайдений разом з ним, були навмисно знищені перед тим, як помістити в ставок або болото, і жодних людських останків не було знайдено (тобто жертва, схоже, не була частиною поховання). Це нагадує раніші знахідки з Данії до епохи вікінгів, але не схоже на типові поховання кораблів епохи вікінгів. Корабель мав знімне кермо з одного боку, яке можна було зняти на мілководді, а його форма припускає, що на ньому могло бути вітрило. Якщо так, то він був би дуже простого типу, оскільки йому бракувало деяких особливостей, типових для вітрильних кораблів; таким чином, видається, що він був перехідним між ранніми гребними кораблями до епохи вікінгів і пізнішими типовими кораблями вікінгів, маючи деякі риси обох. На меншому човні Квалсунд-1 було знайдено щоглу, але невідомо, чи належить вона йому. Найдавнішим скандинавським судном, яке, як підтверджено, мало вітрило, був Усеберзький корабель.

## Реконструкція
У 1973 році суднобудівник Сігурд Бьоркедал зробив точну реконструкцію Квалсунського корабля. Вона експонується в музеї Sunnmøre поблизу Олесунна. Оригінальні знахідки та модель виставлені в Морському музеї в Бергені.

## Галерея

Модель Квалсунського корабля
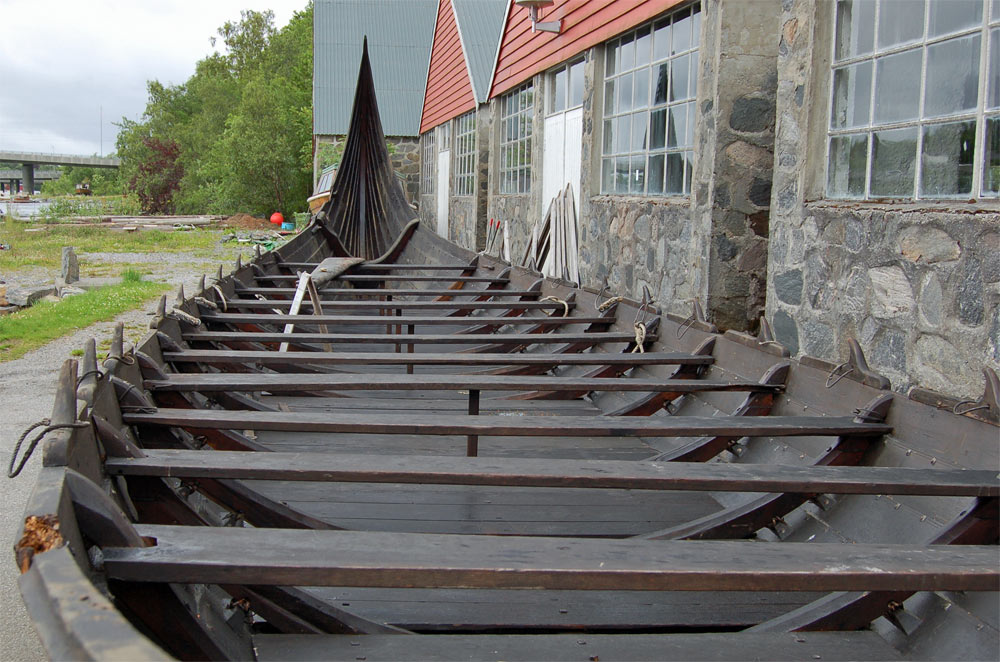
Повномасштабна реконструкція Квалсунського корабля
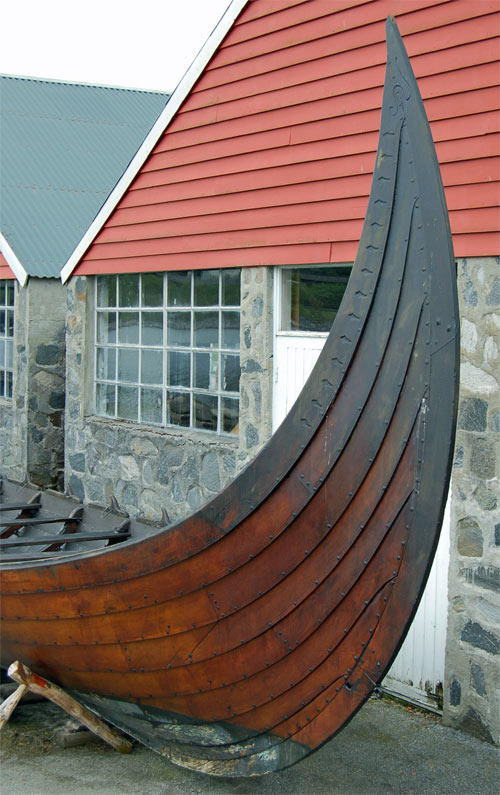
Ніс реконструкції Квалсунського корабля в Олесунні
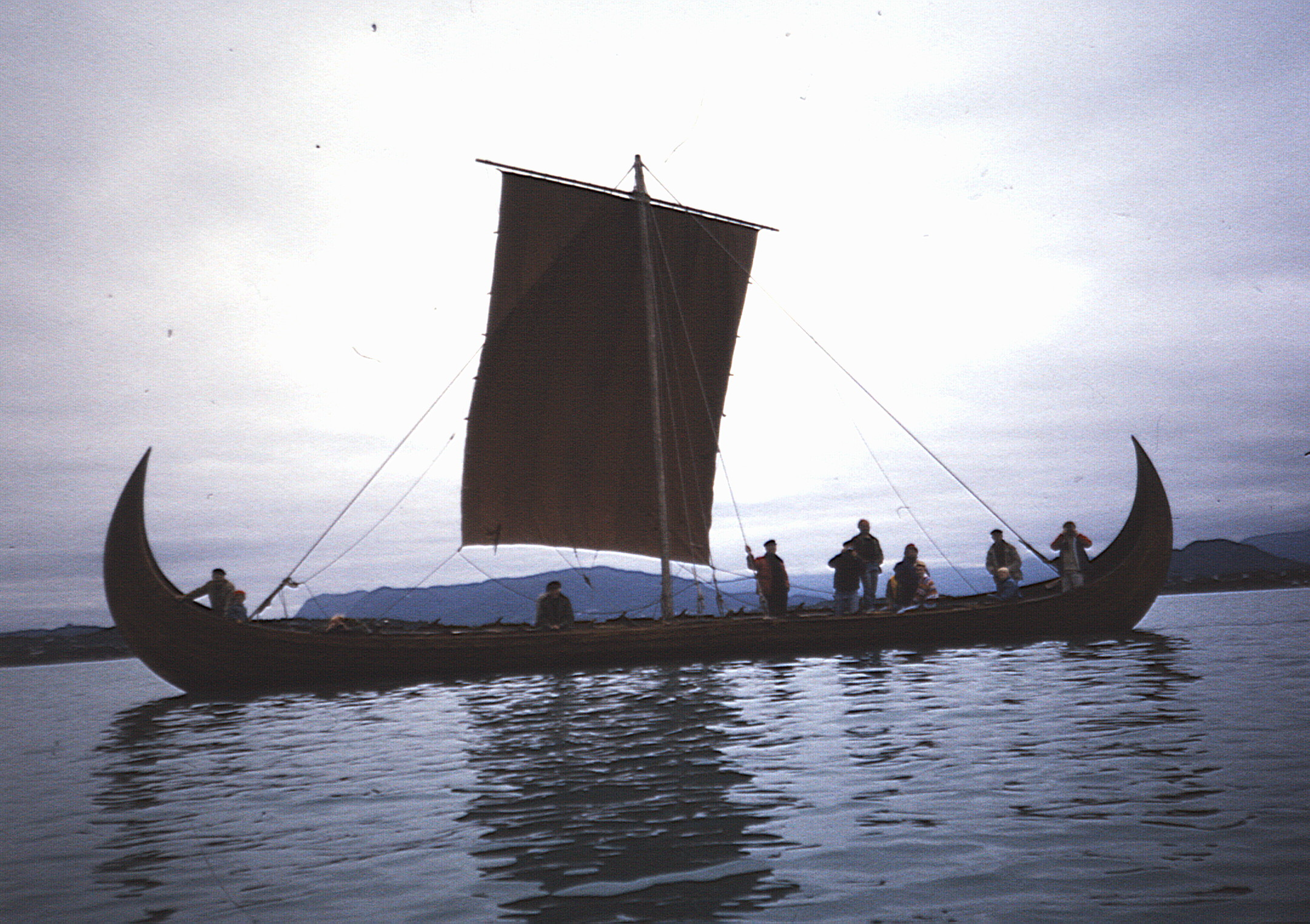
Реконструкція корабля на воді
Муніципальний герб Герея з двома корабельними носами символізує відкриття двох квалсунських кораблів. Ескіз герба був затверджений у 1987 році.
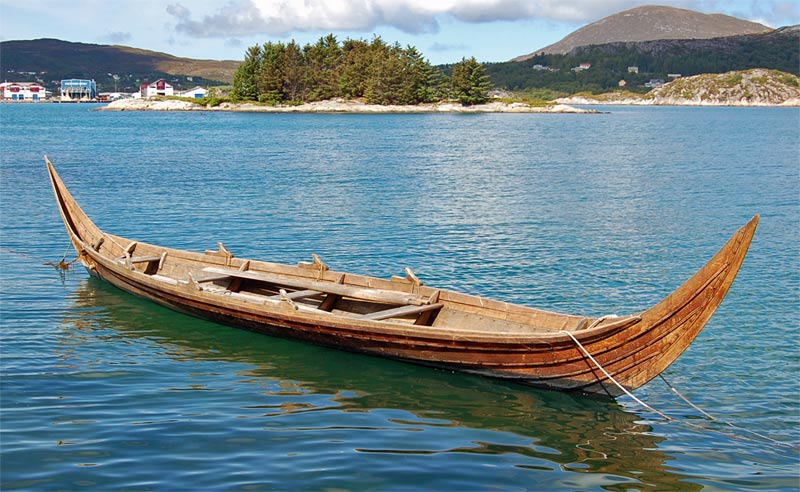
Реконструкція квалсунського фарінга - човна VIII століття, знайденого в 1920 році поруч з Квалсунським кораблем на острові Нелансея